# 東京建物 Brillia HALL
東京建物 Brillia HALL（とうきょうたてもの ブリリアホール）は、東京都豊島区東池袋に所在する多目的ホールである。条例上の正式名称は豊島区立芸術文化劇場（としまくりつげいじゅつぶんかげきじょう）だが、開館当初より施設命名権契約により「東京建物 Brillia HALL」の名称を用いている。

## 概要
旧豊島区役所や旧豊島公会堂跡地を中心に再開発されたHareza池袋のホール棟である。館内には「Brillia HALL」のほか、ポニーキャニオン運営のライブハウス「harevutai」が入る。

かつてはドワンゴ運営のサテライトスタジオ「ハレスタ」も入居していたが後述の通り2023年4月をもって閉館している。
低層部には中池袋公園に面したパークプラザを設け、「Ikebukuro Red」に彩られた大階段はパブリックイベントとの場になる。2階レベルでは岡崎乾二郎のデザインによるタイルとガラスの作品「ミルチス・マヂョル」がHareza Tower、としま区民センターの3棟間を繋いでいる。
東京建物 Brillia HALL
舞台と客席との距離が近く臨場感の高い、演劇を主体としたホールである。3層のホワイエが客席を取り囲むように配置され、外装のリズムを生み出す木立のような陰影が、日常と非日常を繋ぐ役割を果たしている。
公益財団法人としま未来文化財団が運営し、収容人数は1,300人と旧公会堂より多く設定され、こけら落とし公演の一つは、宝塚歌劇団星組による『ロックオペラ　モーツァルト』だった。
オープン直後の座席配列は格子状となっていたが、前の人の頭で舞台が見えないといったクレームが寄せられるようになった。このため豊島区は2022年7月5日に、座席の改修計画を発表。1階席の座席配列を千鳥状に変更するとともに、2・3階席の座席数を減らす措置を講じることとなった。
harevutai
フジサンケイグループ傘下のポニーキャニオンが運営する未来型ライブ劇場。ライブ劇場設備のほか、CGライブ等が実施可能な透過スクリーン、配信サイト向けライブ配信設備も常設している。
ハレスタ
KADOKAWA傘下のドワンゴが運営するマルチプラットフォーム対応のオープン型スタジオ。2019年7月末で閉館した同社運営の『ニコニコ本社』と『ニコファーレ』の後継施設でもあり、上記2施設での生配信などの役割を引き継ぐ形で、バーチャルキャラクターによるライブパフォーマンスや、アニメ・ゲーム関連のステージイベントを配信する。
2023年4月30日をもって閉館し、本スタジオで開催してきたドワンゴ関連の催事は、配信場所等を一部変更した上で継続している。

## 命名権
開館時からのネーミングライツ導入を念頭に選定が行われ、東京建物が10年契約で締結。期間は2019年5月から2029年4月末まで。